# Dogecoin

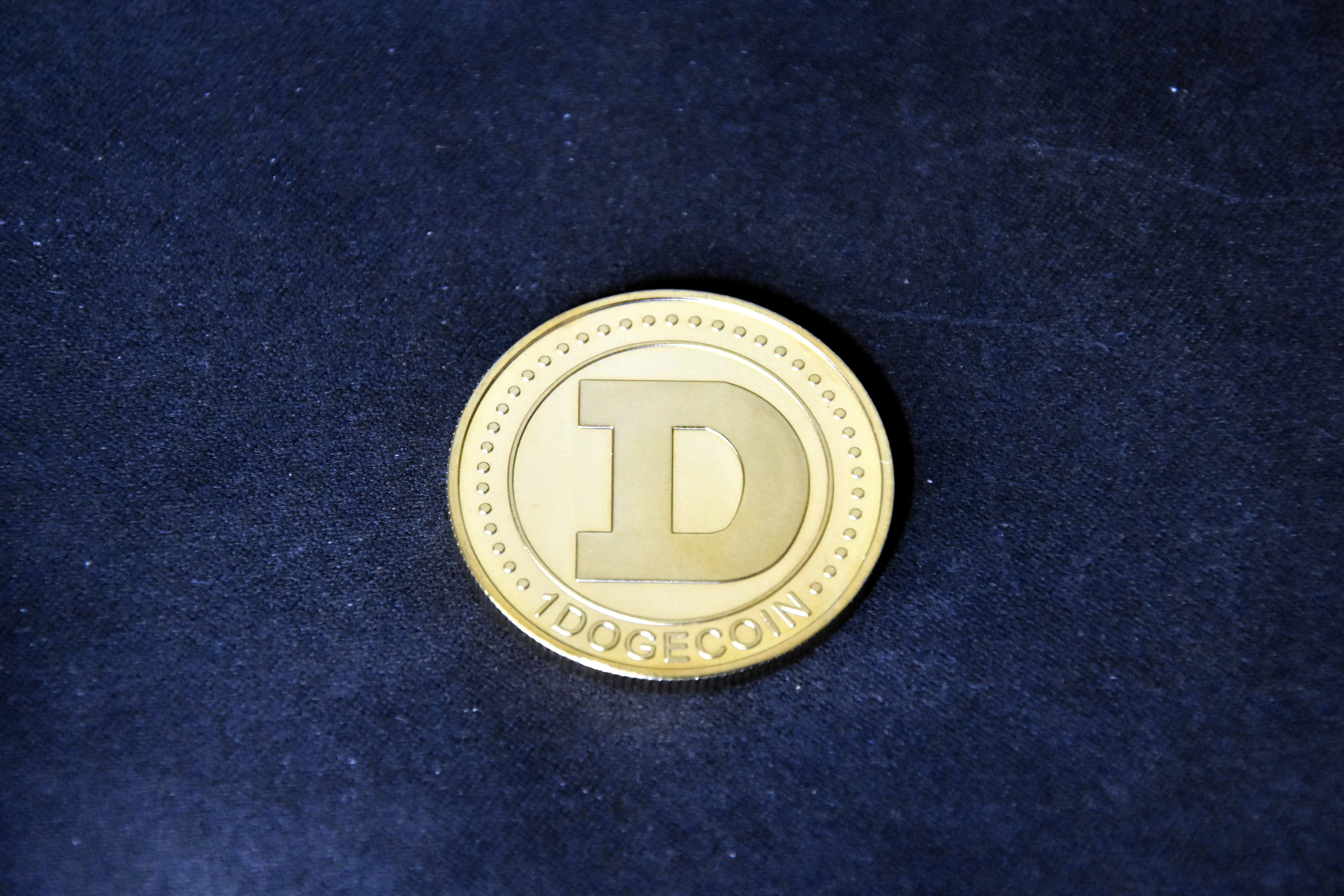
Un dogecoin fisico

Dogecoin (/ˈdoʊ(d)ʒkɔɪn/ , codice: DOGE, simbolo: Ð e D) è una criptovaluta, il cui logo si rifà graficamente al meme di internet doge, rappresentante un cane shiba.

## Storia
Nata come scherzo il 6 dicembre 2013, si sviluppò rapidamente una comunità e nel gennaio 2014 raggiunse una capitalizzazione di mercato di 60 milioni di dollari. Nel giugno 2017 ha raggiunto una capitalizzazione di 340 milioni di dollari e nel gennaio a 2018 arriva a superare il miliardo di dollari. Nell'aprile 2021, Dogecoin raggiunge una capitalizzazione di 50 miliardi di dollari, entrando nella top 5 delle criptovalute per capitalizzazione.

## Raccolte fondi
La fondazione Dogecoin ha sponsorizzato con successo 4 campagne di raccolte fondi:
- Olimpiadi invernali 2014
- Doge4Water
- NASCAR
- Doge 4 Family House

La prima ha finanziato la squadra di bob giamaicana per portarla alle olimpiadi, la seconda per la costruzione di un bacino di raccolta dell'acqua sul fiume Tana in Kenya, la terza per supportare il pilota di Nascar Josh Wise mentre la quarta è uno sforzo di accrescere i fondi per l'associazione Family House in California. L'obiettivo è raggiungere i 1.500.000 di Dogecoin che verranno donati direttamente alla Family House una volta conseguito il risultato.

## Utilizzo e cambio
Dogecoin è un’altcoin con una vasta base di utenti, che viene scambiata sia con le valute fiat che con altre criptovalute su alcune criptoborse competenti e piattaforme d’investimento al dettaglio. Il commercio di bene materiali (oggetti fisici) dietro i pagamenti con DOGE viene realizzato in tali comunità online come Reddit e Twitter dove gli utenti scambiano spesso informazioni relative alle criptovalute. Dogecoin si utilizzava inoltre nelle tentate vendite di varie proprietà nonché nell’industria pornografica e nei giochi d’azzardo.

### Mance online
Una delle applicazioni commerciali della criptovaluta erano dei sistemi internet delle mance nei quali gli utenti delle reti sociali pagavano la mancia agli altri utenti per la condivisione del contenuto interessante o unico.

### Dogetipbot
Dogetipbot era un servizio per le transazioni con la criptovaluta che veniva utilizzato su tali siti web popolari come Reddit e Twitch. Questo permetteva agli utenti di mandare le Dogecoin ad altri utenti con l’utilizzo dei comandi attraverso i commenti di Reddit. Nel maggio del 2017 il Dogetipbot è stato soppresso e disattivato dopo che il suo creatore aveva dichiarato bancarotta, a seguito di ciò molti utenti di Dogetipbot hanno perso le loro monete che venivano conservate nel sistema Dogetipbot.